# Peter Lord
Peter Lord (Bristol, Reino Unido; 1953) es un productor y director de cine y cofundador del estudio ganador de premios Óscar- Aardman Animations, una firma de animación más conocida por sus películas de claymation.
En cooperación con David Sproxton, su amigo de la infancia, ideó el sueño de realizar películas animadas. Lord y Sproxton fundaron Aardman, un pequeño estudio, y produjeron cortometrajes y tráileres para publicidad. Más tarde, en los años 1980, Nick Park se sumó al grupo. Lord, Park y Sporxton desarrollaron su propio estilo, de detallados y adorables personajes de claymation. Los tres trabajaron en cooperación alternando los roles de producción, dirección y edición.
Lord fue nombrado comendador de la Orden del Imperio Británico el 17 de junio del 2006.

## Premios y distinciones
Premios Óscar
| Año  | Categoría                   | Trabajo nominado | Resultado |
| ---- | --------------------------- | ---------------- | --------- |
| 1993 | Mejor cortometraje animado  | Adam             | Nominado  |
| 1997 | Mejor cortometraje animado  | Wat's Pig        | Nominado  |
| 2013 | Mejor película de animación | ParaNorman       | Nominado  |

Premios Globo de Oro
| Año  | Categoría                          | Trabajo nominado | Resultado |
| ---- | ---------------------------------- | ---------------- | --------- |
| 2000 | Mejor película - Comedia o musical | Chicken Run      | Nominado  |

Premios BAFTA
| Año  | Categoría                | Trabajo nominado | Resultado |
| ---- | ------------------------ | ---------------- | --------- |
| 2000 | Mejor película británica | Chicken Run      | Nominado  |

## Libros
- Peter Lord & Brian Sibley: Cracking Animation (1998) Thames & Hudson; ISBN 0-500-28168-8